# Тулюшское сельское поселение
Тулюшское сельское поселение  или Тулюшское муниципальное образование — сельское поселение в Куйтунском районе Иркутской области России. 
Административный центр — село Тулюшка.

## Население
| 2010  | 2011  | 2012  | 2013  | 2014  | 2015  | 2016  |
| ----- | ----- | ----- | ----- | ----- | ----- | ----- |
| 1863  | ↘1854 | ↘1796 | ↘1767 | ↗1780 | ↘1754 | ↘1720 |
| 2017  |       |       |       |       |       |       |
| ↘1713 |       |       |       |       |       |       |

По результатам Всероссийской переписи населения 2010 года численность населения муниципального образования составила 1863 человека, в том числе 861 мужчина и 1002 женщины.

## Населённые пункты
В состав муниципального образования входят населённые пункты:
- Тулюшка (село)
- Тулюшка (посёлок ж.-д. станции)
- Майский
- Участок Малой
- Широкие Кочки